# Davide Di Gennaro
Davide Andrea Luca Di Gennaro (Milano, 16 giugno 1988) è un calciatore italiano, centrocampista del Gladiator.

## Biografia
Di origini napoletane, il 21 marzo 2013 ha avuto il primogenito Leonardo dalla moglie Alessia .
Dal 2012, abita con la moglie e i figli a Portici, nella città metropolitana di Napoli.

## Carriera

### Club

#### Gli inizi al Milan e il prestito al Bologna

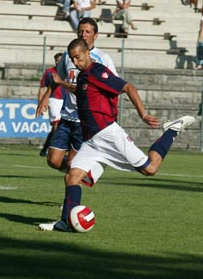
Di Gennaro con la maglia del nel 2007.

Inizia a giocare a calcio nella squadra del suo paese, Peschiera Borromeo, all'età di cinque anni mentre nel 1995 passa nelle giovanili del Milan dove è stato anche capitano della squadra Primavera. L'esordio tra i professionisti arriva il 19 maggio 2007, all'età di diciotto anni, in occasione della sconfitta casalinga, per 2-3, contro l'Udinese andando a sostituire, al minuto 59, il compagno di squadra Alessandro Costacurta. La prima stagione tra i professionisti si conclude con tale presenza.
Nel luglio del 2007 passa in prestito al Bologna militante in Serie B. L'esordio in maglia rossoblu arriva il 14 agosto in occasione del primo turno di Coppa Italia vinto, per 2-1, contro il Modena. Il 25 agosto successivo invece arriva l'esordio in Serie B in occasione del pareggio interno, per 0-0, contro il Rimini. Il 3 novembre arriva la prima rete tra i professionisti in occasione della trasferta vinta, per 1-2, contro il Modena andando a siglare il momentaneo 0-2. Conclude la stagione con 22 presenze e realizzando 2 reti contribuendo alla promozione della squadra in Serie A.

#### Genoa e il prestito alla Reggina

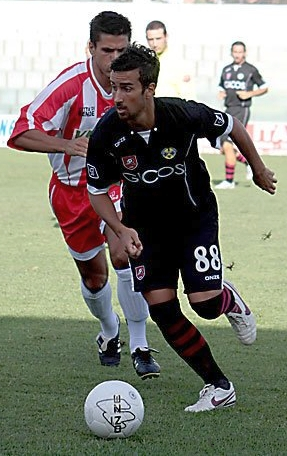
Di Gennaro con la maglia della nel 2008.

A maggio 2008 viene inserito nell'affare con il Genoa che ha riportato a Milano l'attaccante Marco Borriello passando così di fatto, in comproprietà, al club ligure. Il 31 agosto disputa la sua prima partita con la maglia del grifone in occasione della trasferta persa, per 1-0, contro il Catania. Il giovane centrocampista rimarrà ben poco a Genova poiché a settembre dello stesso anno verrà ceduto, a titolo temporaneo, alla Reggina militante in Serie A con il quale esordisce il 14 settembre in occasione nel pareggio interno, per 1-1, contro il Torino. Il 7 febbraio 2009 arriva la prima marcatura nel massimo campionato italiano e il gol arriva proprio contro il Milan, club che lo ha lanciato nel calcio professionistico, aprendo le marcature dell'1-1 finale. Conclude l'esperienza nel club amaranto con un bottino di 25 presenze e 1 rete non riuscendo però a contribuire alla salvezza del club dalla retrocessione.

#### Il ritorno al Milan e i vari prestiti
Il 27 giugno 2009 viene riscattato dal Milan però viene costretto a saltare i primi mesi della stagione 2009-2010 a causa di una frattura del piede destro subita in occasione del torneo amichevole Trofeo TIM. Torna in campo il 13 gennaio 2010 in occasione dell'ottavo di finale di Coppa Italia vinto, per 2-1, contro il Novara andando a mettere l'assist per Filippo Inzaghi che apre le marcature. Il 29 gennaio successivo passa in prestito al Livorno con il quale esordisce il 6 febbraio contro la Juventus, la partita finirà 1-1. Concluderà la stagione con il Livorno con un totale di 11 presenze e con la seconda retrocessione in carriera.
Il 15 luglio 2010 passa al Padova, in Serie B, con la formula del prestito con diritto di riscatto della compartecipazione. L'esordio in biancoscudato arriva il 5 settembre successivo in occasione della trasferta persa, per 1-0, contro il Modena. Venti giorni più tardi mette a segno anche la sua prima marcatura con la maglia del Padova in occasione della vittoria interna, per 2-0, contro l'AlbinoLeffe. Il 10 ottobre invece arriva la prima doppietta in carriera in occasione della vittoria casalinga, per 3-0, contro il Grosseto andando a siglare il momentaneo 2-0 e il 3-0 finale. Nel marzo 2011 subisce una rottura del tendine della gamba sinistra costretto così a chiudere anticipatamente la stagione con un bottino di 18 presenze e 5 reti. A fine campionato, dopo il mancato riscatto da parte del Padova, torna al Milan.
Il 14 luglio 2011 passa, sempre a titolo temporaneo, al Modena militante in Serie B. Esordisce con la squadra emiliana il 13 agosto successivo nel primo turno della Coppa Italia 2011-2012 contro il Frosinone e la settimana seguente, nella gara del secondo turno contro la Reggina, segna il suo primo gol con la maglia gialloblu. Il 10 marzo mette a segno la sua prima doppietta con la maglia del Modena in occasione della trasferta pareggiata, per 2-2, contro il Crotone. A fine stagione il bottino segna 34 presenze e 11 reti messe a segno risultando essere uno dei miglior giocatori stagionali del club emiliano.

#### Le parentesi con Spezia, Palermo e Vicenza
Il 14 luglio 2012, dopo essere rientrato al Milan per fine prestito, viene acquistato a titolo definitivo dallo Spezia per una cifra vicina ai 500.000 euro. Fa il suo esordio il 18 agosto successivo in Coppa Italia contro il Cagliari segnando anche il gol del pareggio su rigore. Concluderà la stagione disputando 35 presenze e mettendo a segno 10 reti.
Il 1º luglio 2013, dopo una sola stagione con la maglia dello Spezia, passa al Palermo sottoscrivendo un contratto triennale. Debutta in maglia rosanero nella prima partita utile, il secondo turno di Coppa Italia vinto per 2-1 contro la Cremonese, 0disputata l'11 agosto 2013, entrando in campo, al minuto 70, al posto di Alen Stevanović. L'8 settembre 2013, alla sua prima partita da titolare, mette a segno la sua prime rete con maglia dei siciliani in occasione della vittoria, per 0-3, contro il Padova andando a siglare la rete che apre le marcature. Il 3 maggio 2014, dopo la vittoria contro il Novara, per 1-0 in trasferta, vince il suo primo campionato italiano di Serie B con cinque giornate d'anticipo. La stagione si chiude con 15 presenze e 2 reti.
Il 9 settembre 2014 viene ceduto, in prestito, al Vicenza. Con la maglia biancorossa fa il proprio esordio il 10 settembre successivo nella gara casalinga, terminata 0-0, contro il Latina. Il 17 ottobre successivo, contro il Pescara, segna dal dischetto la sua prima rete con la maglia del Vicenza. Conclude la stagione realizzando 4 goal in 39 match disputati.

#### Cagliari
Il 9 luglio 2015 si trasferisce, a titolo definitivo, al Cagliari con il quale esordisce il 9 agosto successivo in occasione del secondo turno di Coppa Italia vinto, per 5-0, contro il Virtus Entella. Il 26 settembre invece arriva la prima marcatura in maglia rossoblu in occasione della vittoria interna, per 3-2, contro il Latina. Il 20 maggio 2016, insieme al club sardo, vince il suo secondo campionato di Serie B. La stagione si conclude con 34 presenze e 4 reti.
Il 21 agosto 2016 torna a disputare una partita di Serie A dopo sei anni dall'ultima in occasione della trasferta persa, per 3-1, contro il Genoa. Il 2 ottobre successivo ritorna anche in gol nel massimo campionato italiano questa volta in occasione della vittoria interna, per 2-1, contro il Crotone. Per via dei problemi contrattuali che nascono in stagione in corso la seconda parte di quest'ultima viene passata da spettatore non pagante fermando il totale di partite giocate a 22 con 2 reti siglate.

#### Lazio e i vari prestiti
Il 21 luglio 2017, dopo essersi svincolato dalla società sarda, passa alla Lazio andando a firmare un contratto triennale. Il 13 agosto successivo vince il suo primo titolo in maglia biancoceleste poiché la Lazio si impone, per 2-3, sulla Juventus nella partita valida per l'assegnazione della Supercoppa italiana 2017. L'esordio arriva il 17 settembre 2017 in occasione della partita di Europa League vinta, per 2-3, contro gli olandesi del Vitesse. Sette giorni più tardi disputa la sua prima partita in Serie A con la maglia biancoceleste in occasione della trasferta vinta, per 0-3, contro il Verona. Chiude la stagione con un bottino di 5 presenze e la vittoria della Supercoppa italiana.
L'anno successivo viene ceduto con la formula del prestito alla  Salernitana, squadra con la quale disputa il campionato di Serie B 2018-2019.
Il 24 luglio 2019 viene ufficializzato il passaggio, sempre con la formula del prestito, alla Juve Stabia, neopromossa in serie cadetta. Segna la sua prima rete in campionato nel girone di ritorno in casa del Pisa, fissando il risultato finale sull'1-1 il 25 gennaio 2020. Il 30 giugno 2020, a scadenza del prestito, non viene prolungato l'accordo con la società campana e fa rientro alla Lazio.

#### Cesena, Bari, Taranto e Portici
Il 31 gennaio 2021 viene acquistato a titolo definitivo dal Cesena con cui sottoscrive un contratto semestrale. Con i cesenati disputa 15 partite e segna 3 gol. Non confermato per la stagione successiva, il 2 settembre 2021 firma un contratto annuale con il Bari. Dopo 7 presenze in maglia biancorossa, il 31 gennaio 2022 risolve consensualmente il proprio contratto con il Bari.
L'8 febbraio successivo firma un contratto fino al termine della stagione con il Taranto, in Serie C.

#### Ultime esperienze
Rimasto svincolato dopo l'esperienza tarantina, il 13 ottobre 2022 Di Gennaro firma un contratto annuale con il Portici, in Serie D.
Segue un'esperienza al San Marzano. Nell'estate 2024 viene ingaggiato dal Gladiator in Eccellenza
Nell’ottobre del 2024 consegue la qualifica UEFA B che consente di essere tesserati come collaboratori negli staff di Serie A e B e di essere allenatori in seconda in Serie C oltre a poter allenare tutte le prime squadre fino alla Serie D.
Dopo poche partite al servizio del gladiator nel mese di dicembre annuncia il suo ritiro da calciatore professionista

### Nazionale
Di Gennaro ha esordito in Nazionale con la selezione Under-16 nel 2004, con cui ha disputato 4 partite. Sempre nel 2004 è sceso in campo in due occasioni con la Under-17, realizzando un gol il 22 dicembre contro i pari età della Turchia.
Nel 2005 ha collezionato 2 presenze e una rete nella Nazionale Under-18 e nel 2006 ha disputato una gara con l'Under-19.
Ha esordito con la Nazionale Under-20 nel 2007, disputandovi, dal 2007 al 2008, 5 partite.
È stato convocato per la prima volta in Nazionale Under-21 il 17 novembre 2007, per la partita Isole Fær Øer-Italia, valida per le qualificazioni all'Europeo Under-21 del 2009. Il 18 novembre 2008, sotto la direzione del CT Casiraghi, ha esordito nella Nazionale Under-21 entrando nel secondo tempo della partita amichevole Germania-Italia (1-0).

## Statistiche

### Presenze e reti nei club
Statistiche aggiornate al 18 aprile 2024.
| Stagione        | Squadra         | Campionato      | Campionato | Campionato | Coppe nazionali | Coppe nazionali | Coppe nazionali | Coppe continentali | Coppe continentali | Coppe continentali | Altre coppe | Altre coppe | Altre coppe | Totale | Totale |
| Stagione        | Squadra         | Comp            | Pres       | Reti       | Comp            | Pres            | Reti            | Comp               | Pres               | Reti               | Comp        | Pres        | Reti        | Pres   | Reti   |
| --------------- | --------------- | --------------- | ---------- | ---------- | --------------- | --------------- | --------------- | ------------------ | ------------------ | ------------------ | ----------- | ----------- | ----------- | ------ | ------ |
| 2006-2007       | Milan           | A               | 1          | 0          | CI              | 0               | 0               | UCL                | 0                  | 0                  | -           | -           | -           | 1      | 0      |
| 2007-2008       | Bologna         | B               | 22         | 2          | CI              | 2               | 0               | -                  | -                  | -                  | -           | -           | -           | 24     | 2      |
| ago.-set. 2008  | Genoa           | A               | 1          | 0          | CI              | 0               | 0               | -                  | -                  | -                  | -           | -           | -           | 1      | 0      |
| set. 2008-2009  | Reggina         | A               | 24         | 1          | CI              | 1               | 0               | -                  | -                  | -                  | -           | -           | -           | 25     | 1      |
| 2009-gen. 2010  | Milan           | A               | 0          | 0          | CI              | 2               | 0               | UCL                | 0                  | 0                  | -           | -           | -           | 2      | 0      |
| Totale Milan    | Totale Milan    | Totale Milan    | 1          | 0          |                 | 2               | 0               |                    | -                  | -                  |             | -           | -           | 3      | 0      |
| gen.-giu. 2010  | Livorno         | A               | 11         | 0          | CI              | 0               | 0               | -                  | -                  | -                  | -           | -           | -           | 11     | 0      |
| 2010-2011       | Padova          | B               | 17         | 5          | CI              | 1               | 0               | -                  | -                  | -                  | -           | -           | -           | 18     | 5      |
| 2011-2012       | Modena          | B               | 32         | 10         | CI              | 2               | 1               | -                  | -                  | -                  | -           | -           | -           | 34     | 11     |
| 2012-2013       | Spezia          | B               | 34         | 9          | CI              | 1               | 1               | -                  | -                  | -                  | -           | -           | -           | 35     | 10     |
| 2013-2014       | Palermo         | B               | 14         | 2          | CI              | 1               | 0               | -                  | -                  | -                  | -           | -           | -           | 15     | 2      |
| 2014-2015       | Vicenza         | B               | 38+1       | 4          | CI              | 0               | 0               | -                  | -                  | -                  | -           | -           | -           | 39     | 4      |
| 2015-2016       | Cagliari        | B               | 31         | 4          | CI              | 3               | 0               | -                  | -                  | -                  | -           | -           | -           | 34     | 4      |
| 2016-2017       | Cagliari        | A               | 20         | 2          | CI              | 2               | 0               | -                  | -                  | -                  | -           | -           | -           | 22     | 2      |
| Totale Cagliari | Totale Cagliari | Totale Cagliari | 51         | 6          |                 | 5               | 0               |                    | -                  | -                  |             | -           | -           | 56     | 6      |
| 2017-2018       | Lazio           | A               | 2          | 0          | CI              | 0               | 0               | UEL                | 3                  | 0                  | SI          | 0           | 0           | 5      | 0      |
| 2018-2019       | Salernitana     | B               | 9          | 0          | CI              | 0               | 0               | -                  | -                  | -                  | -           | -           | -           | 9      | 0      |
| 2019-2020       | Juve Stabia     | B               | 11         | 1          | CI              | 1               | 0               | -                  | -                  | -                  | -           | -           | -           | 12     | 1      |
| 2020-gen. 2021  | Lazio           | A               | 0          | 0          | CI              | 0               | 0               | UCL                | 0                  | 0                  | -           | -           | -           | 0      | 0      |
| Totale Lazio    | Totale Lazio    | Totale Lazio    | 2          | 0          |                 | 0               | 0               |                    | 3                  | 0                  |             | 0           | 0           | 5      | 0      |
| gen.-giu. 2021  | Cesena          | C               | 13+2       | 2+1        | -               | -               | -               | -                  | -                  | -                  | -           | -           | -           | 15     | 3      |
| 2021-gen. 2022  | Bari            | C               | 7          | 0          | CI-C            | -               | -               | -                  | -                  | -                  | -           | -           | -           | 7      | 0      |
| feb.-giu. 2022  | Taranto         | C               | 11         | 2          | CI-C            | -               | -               | -                  | -                  | -                  | -           | -           | -           | 11     | 2      |
| ott. 2022-2023  | Portici         | D               | 25         | 15         | CI-D            | 2               | 0               | -                  | -                  | -                  | -           | -           | -           | 27     | 15     |
| 2023-2024       | San Marzano     | D               | 21         | 3          | CI-D            | 1               | 0               | -                  | -                  | -                  | -           | -           | -           | 22     | 3      |
| Totale carriera | Totale carriera | Totale carriera | 347        | 63         |                 | 19              | 2               |                    | 3                  | 0                  |             | -           | -           | 369    | 65     |

## Palmarès
Champions League

### Club

#### Competizioni nazionali
- Campionato italiano di Serie B: 2

Palermo: 2013-2014
Cagliari: 2015-2016
- Supercoppa italiana: 1

Lazio: 2017